# 小林音子
小林 音子（こばやし おとこ、1976年12月11日 - ）は、石川県金沢市出身の女優。オリオンズベルト所属。日本心理劇学会会員。

## 人物
身長164cm。血液型O型。
趣味は料理（店の味に近づける事）。特技はピアノ、ジャグリング、バトントワリング、ダンス（モダンダンス、ジャズダンス、日舞）、新体操、ゴルフ。
普通自動車運転免許のほか、保健体育の第一種教職免許を持つ。
オリオンズベルトグローバル代表として多数のイベントに登場する機会も多い。

## 出演作品

### テレビドラマ
NHK
- 土曜時代劇 / 桂ちづる診察日録 第4話（2010年） - 川上家女中
- 夜ドラ / カナカナ 第5、6話（2022年） - 母親

日本テレビ
- 水曜ドラマ
  - 正義の味方（2008年） - 番組アシスタント
  - アイシテル〜海容〜 第2話（2009年） - レポーター
  - ギネ 産婦人科の女たち 第3話（2009年） - 水着の妊婦
  - Mother 第10話（2010年） - 看護師
  - 知らなくていいコト（2020年）
    - 第5話 - コメンテーター
    - 第8話 - アナウンサー
- 木曜ミステリーシアター / 名探偵コナン 工藤新一への挑戦状 第1話（2011年） - 花嫁
- プラチナナイト / ノンレムの窓2024春 「PTA」（2024年） - PTA役員

TBS
- ハンマーセッション!（2010年） - リハビリセンター係員
- 日曜劇場
  - 99.9-刑事専門弁護士- 第3話（2018年） - 記者
  - グランメゾン東京（2019年） - マダム
  - TOKYO MER〜走る緊急救命室〜 第6、7話（2021年） - 冬木菜穂
  - オールドルーキー 第6話（2022年） - 伊藤裕子
- 火曜ドラマ / Heaven? 〜ご苦楽レストラン〜 第7話（2019年） - 女性客

フジテレビ
- WATER BOYS2 第5話（2004年）
- 花衣夢衣（2008年） - 看護婦
- 金曜プレステージ / 人情の女刑事 徳大寺操の浅草事件簿（2010年） - マンション住民
- 鈴子の恋 第1話（2012年） - 音楽教師
- プラチナエイジ 第4週（2015年） - 看護師
- レ・ミゼラブル 終わりなき旅路（2019年） - 記者
- 木曜劇場 / 推しの王子様 第10話（2021年） - 「ESCエンターテインメント」社員
- オトナの土ドラ / 准教授・高槻彰良の推察 第2話（2022年） - 食堂の職員
- 競争の番人（2022年） - 受付

テレビ朝日
- PS羅生門 警視庁東都署（2006年）
- 木曜ドラマ
  - 小児救命 第4、5、8話（2008年） - 看護師
  - 聖なる怪物たち（2012年）
  - ドクターX〜外科医・大門未知子〜 第11話（2016年） - 弁護士
  - ハゲタカ 第8話（2018年） - 秘書
  - 緊急取調室 第1、2話（2021年） - 記者
- 仮面ライダーシリーズ
  - 仮面ライダーキバ 第30話（2008年） - 看護士[4]
  - 仮面ライダーW 第7話（2009年） - インストラクター
  - 仮面ライダーオーズ/OOO（2010年） - 看護婦
- やまない雨はない（2010年） - 看護婦
- 金曜ナイトドラマ
  - 都市伝説の女 第3話（2012年）
  - ホリデイラブ（2018年） - ネイルの客
  - 家政夫のミタゾノ 第3話（2019年） -  内部さゆり
  - 時効警察はじめました 第2話（2019年） - 日下部静子
- ドラマスペシャル 家政婦は見た!（2015年） - 田中清子
- 日曜エンターテインメント / ドラマスペシャル 黒の斜面（2016年） - 乗客のはは
- 相棒 第16話（2017年） - 久保（看護師）

テレビ東京
- 水曜ミステリー9 / ブランド刑事 第3作（2008年） - 芸者
- サギ師リリ子 第4週（2009年） - 岸田清美
- 月曜プレミア8 / 当番弁護士 梶原藤子の事件ファイル 第2作（2021年） - 沢田美穂
- 警視庁強行犯係 樋口顕 第4話（2022年） - コメンテーター
- ドラマパラビ / 夫婦円満レシピ〜交換しない?一晩だけ〜 第11話（2022年） - ヨガの先生

WOWOW
- 連続ドラマW / イアリー 見えない顔 第2話（2018年） - 記者

### 映画
- 17歳（2002年） - 教師
- レディ・ジョーカー（2004年） - 看護婦
- 理由（2004年） - 看護婦
- 怪談（2007年）
- ゼロの焦点（2009年） - バンバン
- メンゲキ!（2012年） - 劇団員
- 沈黙 -サイレンス-（2016年） - 村人
- ゼニガタ（2018年） - 静香の母

### 舞台
- 株式会社オフィストゥワン創立40周年記念公演「大川わたり」（2003年） - 町娘
- 劇団感劇空間本公演（2005年）
- 明治座2月公演「天璋院篤姫」（2010年） - 中臈
- 第10回道玄坂発表会特別公演「夢の外へ」（2011年） - 阿部定
- 博多座10月公演「コロッケ錦秋喜劇公演」（2012年）

### CM
- 中部地方限定CM（2000年） - 新妻
- ロッテ エフ（2002年）
- ホーユー ビューティラボ（2003年）
- アリコ（2005年） - 料理教室の生徒
- 日本マクドナルド ハッピーセット（2008年） - 母親
- ベルコ 「〜彼女篇〜」（2012年） - 受付
- 不二家 ルックチョコレート 「〜カカオ総選しよう篇〜」（2017年） - ダーク
- 小田急ロマンスカー 「〜20年ぶりの合宿篇〜」（2018年） - 同級生
- シオノギヘルスケア 「クッションコレクトEZ」（2019年） - アナウンサー
- セブン銀行 「ママのお会計篇・ママと友人篇」（2021年） - ママ
- 大正製薬 プレミアムケア「〜おどろきのお茶〜篇」（2022年） - 妻、女性
- セキスイハイム東海ドリームハイム（2022年） - 母親

### 配信ドラマ
- ドクターY〜外科医・加地秀樹〜 第4弾（2017年、Amazonプライム・ビデオ） - 看護師
- チェイス 第1章 第6話（2018年、アマゾンジャパン合同会社） - 女性所員
- 離婚しようよ 第7話（2023年、Netflix） - コメンテーター

### イベント
- 2000 「きものの女王」北陸代表
- 2009 マザーズ協会主催「子育て応援フェスタ」キッズ演技体験講座
- 2010年 群馬県 野外ステージ 子供のための表現力「あいうえお体操」
- 2013年 「親子社交ダンスパーティー」六本木ヒルズ ハリウッドホール グリーティングアクティビティ
- 2013年 世界育児グッズ展「イクフェス2013」東京ビッグサイト 子供の表現ワークショップ「BE SMART」
- 2015年 米国ロサンゼルス トーランス「グローバルコミュニケーショントレーニング」
- 2015年 「Eiga Fest 2015」レッドカーペッドウォーク
- 2019年 日米協会サウスカリフォルニア主催「Japan Cut Hollywood」チャイナシアター レッドカーペッドウォーク
- 2022年 TED×Ogikuboスピーチトレーナー
- 2022年〜 ダイヤモンドオンライン連載「日本の教育では学べない表現力の授業」
- 2022年 ダイヤモンドオンライン特集記事「プレゼン・面接で「伝え下手」な人に試してほしい、たった1つの方法」
- 2023年 「人に好かれて幸せを引き寄せるコミュニケーショニケーション」金融系企業インナーオンライン講演 250名参加
- 2023年 TED×Ogikubo　/ TED×OshikaPark スピーチトレーナー
- 2023年 国際教育博「Internatonal Education EXPO」2023　にて未就学児、小・中学生向けワークショップ開催
- 2023年 エンターテイメント系スクールにてセルフブランディングワークショップを定期開催
- 2024年 書籍「アメリカの中高生が学んでいる話し方の授業」SBクリエイティブ出版

### その他
- ダイヤモンド・オンライン連載「日本の教育では学べない「表現力」の授業